# Trient
Trient is een dorp in Zwitserland, dicht tegen de grens met Frankrijk aan. Het ligt ten oosten tegen het Mont Blancmassief aan, op de weg van Martigny, na de Col de la Forclaz, naar Chamonix. Het is sinds 1900 een zelfstandige gemeente na een afsplitsing van de gemeente Martigny-Combe, ligt in kanton Wallis en maakt deel uit van het district Martigny.
- Statistische gegevens over deze gemeente bij Bundesamt für Statistik

Bovernier · Fully · Isérables · Leytron · Martigny · Martigny-Combe · Riddes · Saillon · Saxon · Trient